# Disa (motorfiets)
Disa is een historisch merk van motorfietsen.
De bedrijfsnaam was: Dansk Industri Syndacat
Dit bedrijf uit Denemarken bouwde in 1954 lichte motorfietsen onder deze naam.